# Nestabilnost
Nèstabílnost v sistemih je v splošnem označena za učinke ali notranja stanja, ki narastejo brez mej. Vsi sistemi, ki niso stabilni, niso nestabilni - lahko so obrobno stabilni ali se obnašajo kot limitni cikel.
V teoriji upravljanja je sistem nestabilen, če ima kakšen koren karakteristične enačbe realni del večji od nič. To je enakovredno poljubni lastni vrednosti matrike stanja z od nič različnim realnim delom.
V gradbeništvu zgradba lahko postane nestabilna, če nanjo deluje prevelika obremenitev. Ukloni gradbenih elementov povečujejo mehanske napetosti, ki spet povečujejo uklone. To se lahko pojavi v obliki pregibnih napak ali lomov. Splošno matematično področje, ki raziskuje te nestabilnosti je strukturna stabilnost v teoriji stabilnosti.

## Nestabilnosti tekočin
Nestabilnosti tekočin nastopijo v kapljevinah, plinih in plazmah. Pogosto so označene z obliko, ki jo tvorijo. Raziskujeta jih dinamika tekočin in magnetohidrodinamika. Nekatere nestabilnosti tekočin so:
- nestabilnost napihnjenega balona (podobna Rayleigh-taylorjevi nestabilnosti), ki nastaja v magnetosferi
- atmosferska nestabilnost
  - hidrodinamična nestabilnost ali dinamična nestabilnost (dinamika atmosfere)
    - inercialna nestabilnost, baroklinčna nestabilnost, simetrična nestabilnost, pogojno simetrična nestabilnost ali konvekcijsko simetrična nestabilnost, barotropična nestabilnost, Helmholtzova ali strižna nestabilnost, rotacijska nestabilnost

  - hidrostatična nestabilnost ali statična/navpična nestabilnost, termodinamična nestabilnost (termodinamika atmosfere)
    - pogojna ali statična nestabilnost, plavajoča nestabilnost, pritajena nestabilnost, nelokalna statična nestabilnost, pogojno simetrična nestabilnost, konvekcijska, potencialna ali toplotna nestabilnost, konvekcijska nestabilnost prve in druge vrste, absolutna ali mehanska nestabilnost.
- Benardova nestabilnost
- Kelvin-Helmholtzova nestabilnost
- Rayleigh-Taylorjeva nestabilnost
- Plateau-Rayleighova nestabilnost (podobna Rayleigh-Taylorjevi nestabilnosti)
- nestabilnost Richtmyerja in Meškova (podobna Rayleigh-Taylorjevi nestabilnosti)